# Dodécane
Le dodécane est un alcane linéaire de formule brute C12H26. C'est un liquide huileux de la série des paraffines. Il possède 355 isomères structuraux.
Le dodécane est utilisé comme solvant, de solvant d'entraînement en distillation et de composé scintillateur. Il est aussi utilisé comme diluant du phosphate de tributyle utilisé pour l'extraction de l'uranium, du plutonium et du thorium depuis du combustible nucléaire usagé.

## Réaction de combustion
La réaction de combustion du dodécane est :
2 C12H26 (l) + 37 O2 (g) → 24 CO2 (g) + 26 H2O (g)
et son enthalpie de réaction ∆H˚ = −7 513 kJ.
Dans les conditions normales de température et de pression un litre de carburant nécessite environ 15 kg d'air pour brûler et produit 2,3 kg (ou 1,2 m3) de CO2 par combustion complète.

## Carburant aviation de substitution
Ces dernières années, le dodécane a retenu l'attention comme possible substitut au carburants à base de kérosène tels que le Jet-A, le S-8, et d'autres carburants aviation conventionnels. Il est considéré comme un substitut de carburant de deuxième génération, conçu pour émuler le vitesse de flamme laminaire, supplantant largement le n-décane, principalement en raison de sa masse moléculaire plus élevée et de son ratio hydrogène/carbone qui correspond mieux à ceux des n-alcanes de carburéacteurs.[réf. nécessaire]